# Tratado de Sahagún (1170)
El Tratado de Sahagún (también conocido como Paz Perpetua de Sahagún) fue firmado en Sahagún el 4 de junio de 1170 entre Alfonso VIII de Castilla y Alfonso II de Aragón. 
Según los términos del acuerdo, Alfonso VIII de Castilla garantizaba al monarca aragonés, el pago de 40 000 maravedís durante cinco años por parte de Ibn Mardanish y que este aceptaría el arbitraje de cuatro condes en las querellas pendientes, mientras que Alfonso II de Aragón a cambio de ese dinero se comprometía a tener paz con el "rey lobo" durante cinco años.